# Abigail Williams (Band)
Abigail Williams ist eine US-amerikanische Metal-Band aus New York, die die Stile Death Metal und Black Metal miteinander verbindet. Sie benennen sich nach Abigail Williams aus den Hexenprozessen von Salem.

## Geschichte
Abigail Williams erregten durch Live-Auftritte schon vor der Veröffentlichung ihrer EP Legend einige Aufmerksamkeit, da einige der Mitglieder in prominenten Bands wie The Black Dahlia Murder und Job for a Cowboy aktiv sind. Zudem erschien 2005 ein Bootleg namens Gallow Hill, auf welchem die Songs von ihrer Myspace-Seite ohne Erlaubnis der Band veröffentlicht wurden.
2006 erschien die EP Legends über das Label Candlelight Records, das überwiegend positive Rückmeldungen erhielt. 2008 folgte das Debütalbum In the Shadow of a Thousand Suns, mit welchem der Band der kommerzielle Durchbruch gelang.
Die Band vereint symphonischen Black Metal mit Death Metal auf einem hohen spieltechnischen Niveau. Auf Seiten der konservativen Black-Metal-Szene stieß diese Kombination auf einige Ablehnung.
Am 2. Juli 2012 gab die Band bekannt, dass die anstehende US-Tour die letzte sein wird und die Band sich danach auflöst. Im August 2015 kündigten Abigail Williams jedoch auf ihrer Facebook-Seite ein neues Album mit dem Titel The Accuser an, welches am 30. Oktober 2015 über Candlelight Records erschien. 2019 erschien mit Walk Beyond the Dark ein weiteres Album der Band.

## Diskografie
- 2005: Gallow Hill (Demo-EP)
- 2006: Legend (EP)
- 2008: In the Shadow of a Thousand Suns (Album)
- 2010: In the Absence of Light (Album)
- 2012: Becoming (Album)
- 2015: The Accuser (Album)
- 2019: Walk Beyond the Dark (Album)